# 빅토리오 우나무노
빅토리오 우나무노 이바르사발(스페인어: Victorio Unamuno Ibarzabal; 1909년 5월 21일, 바스크 주 베르가라 ~ 1988년 5월 20일, 바스크 주 두랑고)는 우나무노 1호(스페인어: Unamuno I)로도 알려진 스페인의 전 축구 선수로, 현역 시절 공격수로 활약하였다.
그는 아틀레틱 빌바오와 베티스 소속으로 총 144번의 라 리가 경기에 출전해 101골을 기록하였다.

## 선수 경력
우나무노는 기푸스코아 도 베르가라 출신으로, 알라베스 소속으로 1928년 코파 델 레이에서 준결승 진출을 이끌고, 이웃 아틀레틱 빌바오와 계약하였고, 전국 리그가 출범할 시기에 전성기를 보낸 구단 소속으로 활약하게 되었다. 그는 라 리가를 2번, 코파 델 레이를 4번 연속으로 우승하였는데, 그는 바타, 기예르모 고로스티사, 호세 이라라고리, 치리 2호, 그리고 라푸엔테와 함께 막강한 공격진을 구성하였다.
1933년 여름, 우나무노는 베티스로 이적하였다. 1934-35 시즌, 그는 선수단 내 득점 1위인 13골을 득점하였고, 베티스는 현재까지 처음이자 마지막으로 리그 정상에 올랐다.
세비야 연고 구단을 떠난 우나무노의 현역 생활은 스페인 내전으로 중단되었고, 종전 후 아틀레틱에 복귀하였다. 1939-40 시즌, 그는 리그 3위를 차지하는 과정에 20번 골망을 흔들어 16골을 기록한 고로스키사를 제치고 트로페오 피치치의 주인공이 되었다. 1942년, 그는 33세의 나이로 현역에서 은퇴하였다.

## 사생활
우나무노의 동생 비센테(1917~1988, 우나무노 2호로도 알려졌다)도 축구 선수로, 현역 시절에 공격수로 활약하였다. 둘은 1939-40 시즌에 아틀레틱 빌바오 소속으로 한배를 탔지만 비센테는 그 해에 리그에 출전하지 않았고, 비스카이아 선수권 대회에 같이 출전하였다. 빅토리오 우나무노는 비스카이아 도 두랑고에서 79번째 생일을 하루 앞두고 눈을 감았다.

## 수상

### 클럽
- 라 리가: 1929-30, 1930-31, 1934-35
- 코파 델 레이: 1930, 1931, 1932, 1933
- 비스카이아 선수권 대회: 1928–29, 1930–31, 1931–32, 1932–33, 1939–40

### 개인
- 트로페오 피치치: 1939–40[8]